# Sajátszürke
A sajátszürke (német Eigengrau) vagy sajátfény az a szín, amit az emberi szem teljes sötétségben lát. Mivel valamekkora akciós potenciál külső ingerek hiányában is terjed a látóidegben, ez a szín nem fekete, hanem sötétszürke. Azért lehetséges ennél sötétebb színt is látni, mert a kontraszt jobban befolyásolja a színérzetet, mint az abszolút fényesség. Az éjszakai eget például a csillagok kontrasztja miatt a sajátszürkénél sötétebb színűnek látjuk.
A kutatók hamar észrevették, hogy az intenzitásérzékenységi görbe alakját meg lehet magyarázni egy retinabeli zajforrással, ami a valódi fotonok által okozottaktól megkülönböztethetetlen jeleket generál. Később óriásvarangyokon végzett kísérletek azt mutatták, hogy ezeknek a spontán jeleknek a frekvenciája erősen hőmérsékletfüggő, amiből arra utal, hogy a rodopszin hő hatására történő izomerizációja okozhatja őket.
Az emberi retinában ezek a jelek átlagosan 100 másodpercenként jelentkeznek, amiből – a pálcikákban lévő molekulák számát alapul véve – kiszámolható, hogy a rodopszinmolekula felezési ideje kb. 420 év
A „sötét” jelek és a fotonok által kiváltott ingerek megkülönböztethetetlensége szintén az előbbi elképzelést látszik igazolni, mivel a rodopszin a szignáltranszdukciós (jelátviteli) lánc bemeneti oldalán található. Másrészről viszont nem zárható ki a neurotranszmitterek spontán kibocsátása sem.

## Fordítás
- Ez a szócikk részben vagy egészben  az   Eigengrau című angol Wikipédia-szócikk ezen változatának fordításán alapul.  Az eredeti cikk szerkesztőit annak laptörténete sorolja fel. Ez a jelzés csupán a megfogalmazás eredetét és a szerzői jogokat jelzi, nem szolgál a cikkben szereplő információk forrásmegjelöléseként.